# McLaren MP4-12C
La McLaren MP4-12C (renommée « McLaren 12C » en 2012) est une supercar conçue par le constructeur automobile britannique McLaren Automotive, filiale du McLaren Technology Group. Elle marque le retour de la marque sur le marché des automobiles de route, treize ans après la fin de la production de la McLaren F1. La MP4-12C est commercialisée de 2011 à avril 2014 ; McLaren ayant annoncé la fin de la production et son remplacement par la McLaren 650 S.

## Historique

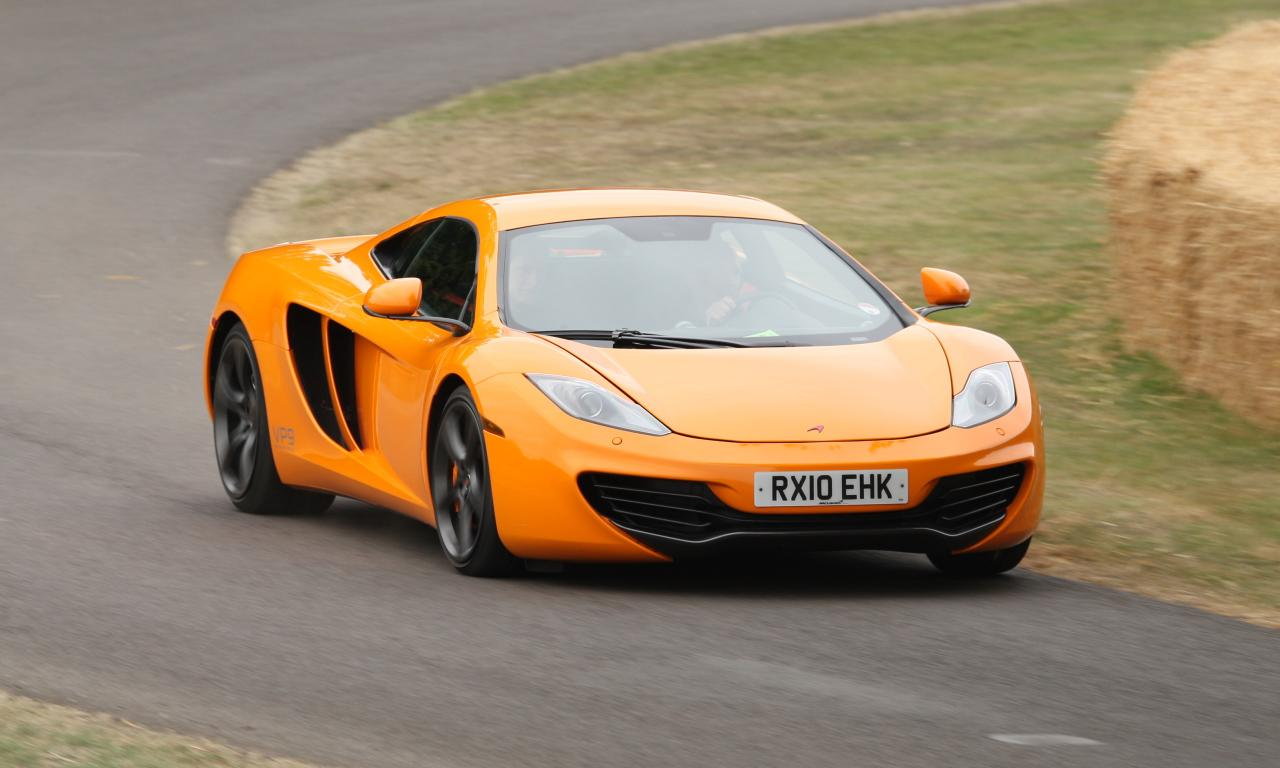
Une des premières apparitions publiques de la MP4-12C, au festival de vitesse de Goodwood.

Évoquée pour la première fois à l'automne 2007, la MP4-12C trouve ses origines dans le projet de McLaren de concurrencer les constructeurs italiens, notamment Ferrari et Lamborghini en tête, sur le créneau des berlinettes à moteur central. Répondant au nom de code interne P11, la McLaren de route visait un encombrement et une masse limités ainsi que le recours à un bloc moteur d'origine Mercedes pour souligner la coopération des deux marques en Formule 1. Cette option sera écartée par la suite au profit d'un développement strictement interne à McLaren.
Au printemps 2010, la version définitive de la MP4-12C est prête et essayée par Lewis Hamilton et Jenson Button, les pilotes de l'écurie McLaren Racing. Les annonces concernant la tarification et les performances du modèle sont attendues au cours du second semestre 2010, pour une commercialisation mi-2011,.

## Descriptif technique

### Châssis
À l'instar de la F1, la MP4-12C est conçue autour d'un châssis entièrement en fibre de carbone, procédé qui allie un bon niveau de rigidité et une grande légèreté. La coque principale de la McLaren, sur laquelle se greffent les éléments mécaniques et les différentes pièces de carrosserie, ne pèse que 75 kg. Le poids total de la voiture est de 1 375 kg.
Dépourvue de barres stabilisatrices, la 12C est équipée d'un système d'amortisseurs interconnectés gérés électroniquement ; l'ensemble fonctionne selon trois modes : « Normal », « Sport » et « Haute performance ». Ce système permet de contrôler les phénomènes de roulis de manière proactive.

### Moteur

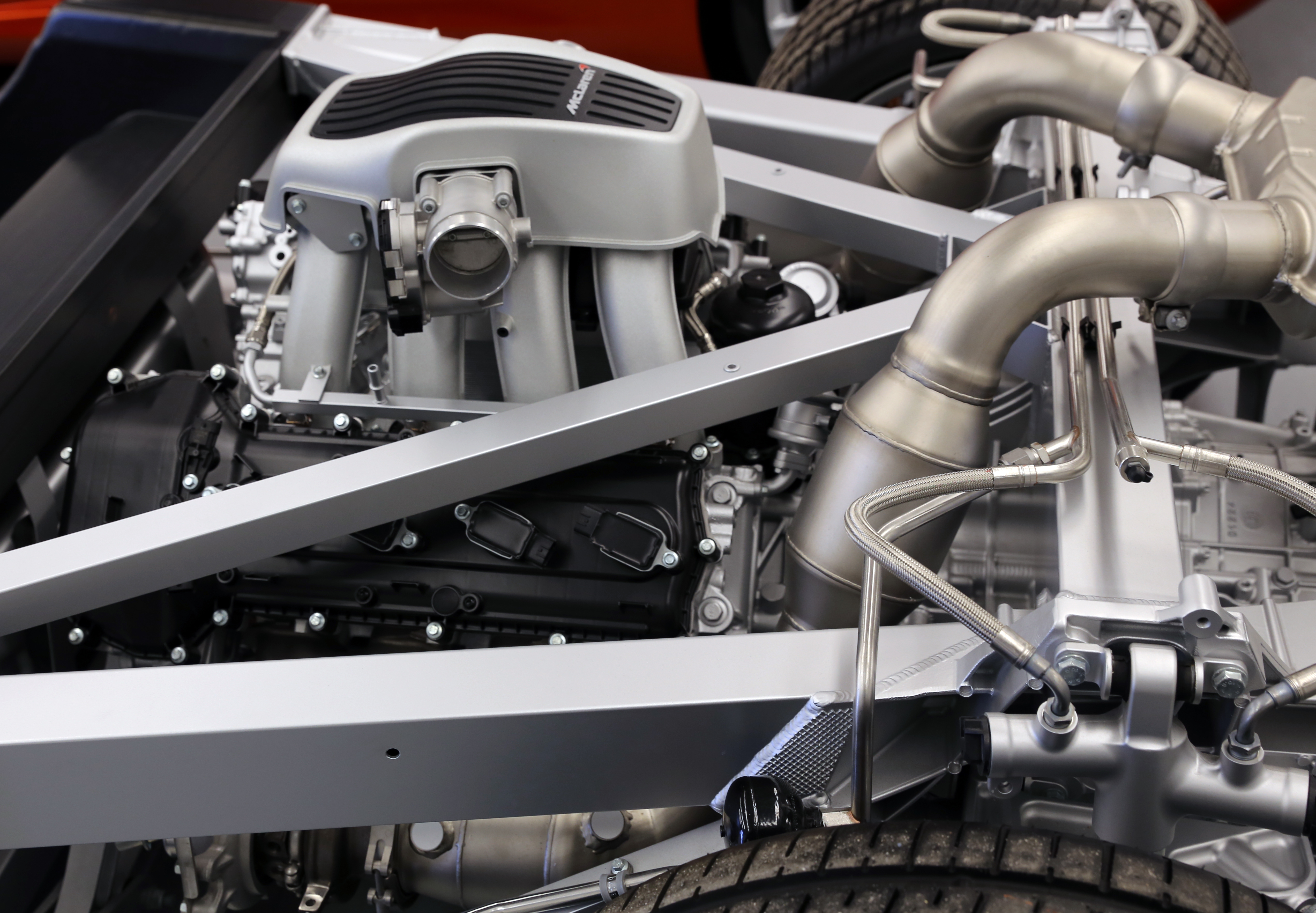
Le moteur M838T.

Suivant la tendance au downsizing consistant à développer des moteurs de plus faible cylindrée sans en diminuer la puissance, permettant un meilleur rendement énergétique et une baisse de la consommation de carburant, la MP4-12C est propulsée par un moteur à 8 cylindres en V de 3,8 litres de cylindrée, suralimenté par deux turbocompresseurs et développant 600 chevaux, soit un rendement de 158 chevaux par litre. McLaren annonce 11 litres de consommation aux 100 km et 279 g de CO2/km en cycle mixte.
Portant le nom de code M838T, le moteur V8, pourvu d'un carter sec et d'un vilebrequin plat (les manetons sont calés à 180°), est accouplé à une boîte de vitesses robotisée à double embrayage de type Seamless Shift Gearbox.

### Technologie embarquée
D'après le constructeur, la MP4-12C est une vitrine technologique pour McLaren Cars, bénéficiant d'innovations développées sur les Formule 1 de la marque, notamment le brake steer, système permettant à la fois de combattre de sous-virage en entrée de courbe et de favoriser la motricité en sortie en freinant la roue arrière intérieure. De manière générale, la McLaren exploite les solutions issues de la compétition notamment au niveau du moteur et des suspensions.
Parmi les autres particularités de la McLaren, le système de freinage de série est conçu dans un alliage de fonte et d'aluminium et annoncé plus léger que les freins en carbone proposés en option en raison de leurs dimensions plus réduites,.
La MP4-12C bénéficie d'un aileron servant d'aérofrein, comme on trouve par exemple sur la Bugatti Veyron.

## Deuxième version
La deuxième version de la voiture, commercialisée de 2013 à 2014, adopte une amélioration du moteur, auquel les motoristes de McLaren ont ajouté 25 ch pour arriver à la puissance de 625 ch. Elle consomme légèrement plus que sa devancière, 11,7 L/100 km. Les émissions de CO2 restent elles à 279 g/km.

## 12C Spider

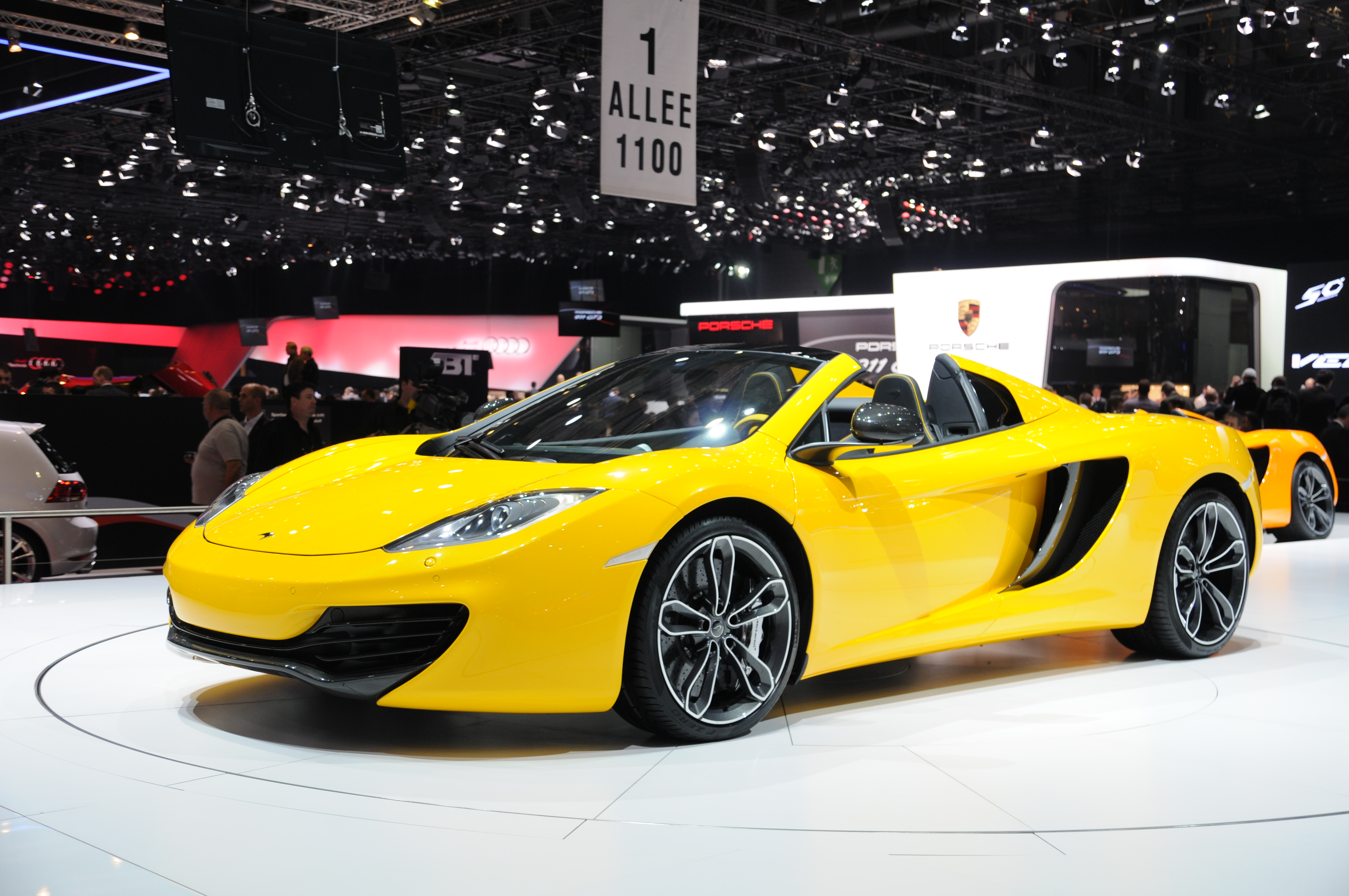
Une 12C Spider.

La version Spider de la 12C pèse 40 kg de plus que le coupé. Son toit se replie, jusqu'à la vitesse de 30 km/h, en 17 secondes dans la partie arrière. La vitesse de pointe est la même que le coupé et le 0 à 100 km/h réalisé en 3,3 secondes.

## MP4-12C GT3

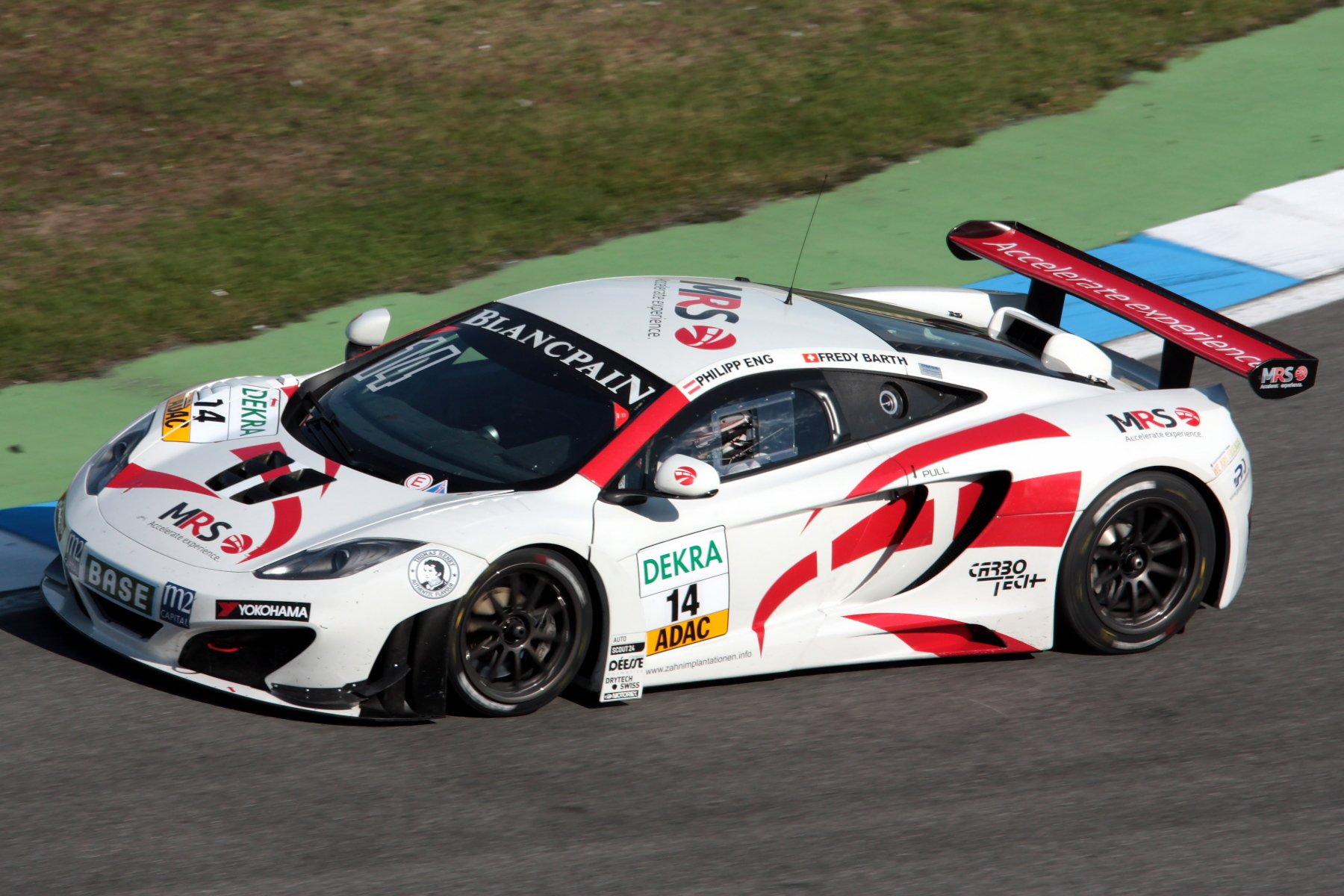
Une MP4-12C GT3 à Hockenheim en 2012.

Pour le championnat du monde FIA GT1 2012, McLaren prépare vingt-cinq MP4-12C GT3 qui, pour satisfaire au règlement, développent 493 ch et sont équipées d'une boîte de vitesses à six rapports qui pèse 80 kg de moins que la boîte à sept rapport de la 12C de route. Comme sur toutes les GT de course, l'intérieur est dépouillé de toutes ses garnitures. Le volant est importé du programme McLaren de Formule 1. Des modifications sont apportées sur le plan aérodynamique, l'avant est doté d'un spoiler et l'arrière reçoit un large aileron et un nouveau diffuseur.

## Jeux vidéo
La voiture apparaît dans les jeux vidéo suivants :
- Forza Motorsport 4
- Forza Horizon
- Forza Motorsport 5
- Forza Horizon 2
- Forza Horizon 4
- Forza Motorsport 6
- Grid 2
- Grid Autosport
- Need For Speed World
- Need for Speed Most Wanted (2012)
- Need for Speed: Hot Pursuit (2010)
- Driver: San Francisco
- Gran Turismo 5
- Gran Turismo 6
- Gran Turismo 7
- DriveClub
- Real Racing 3
- Need for Speed Shift 2: Unleashed
- Project Cars
- Project Cars 2
- Test Drive Unlimited 2
- iRacing
- Assetto Corsa
- The Crew
- The Crew 2
- CSR Racing
- Need for Speed: Rivals
- Gear Club Unlimited 2